# Sdružení výtvarných umělců moravských
Sdružení výtvarných umělců moravských (SVUM) je jedním z nejstarších uměleckých spolků v českých zemích. Bylo založeno 26. srpna 1907 v Hodoníně a zrušeno za komunistického režimu roku 1959. Po roce 1989 spolek svou činnost obnovil. Sídlem Sdružení byl Dům umělců v Hodoníně, vybudovaný s podporou císaře Františka Josefa I. a otevřený jubilejní X. vernisáží SVUM 4. května 1913. Dům umělců je v současnosti sídlem Galerie výtvarného umění v Hodoníně.

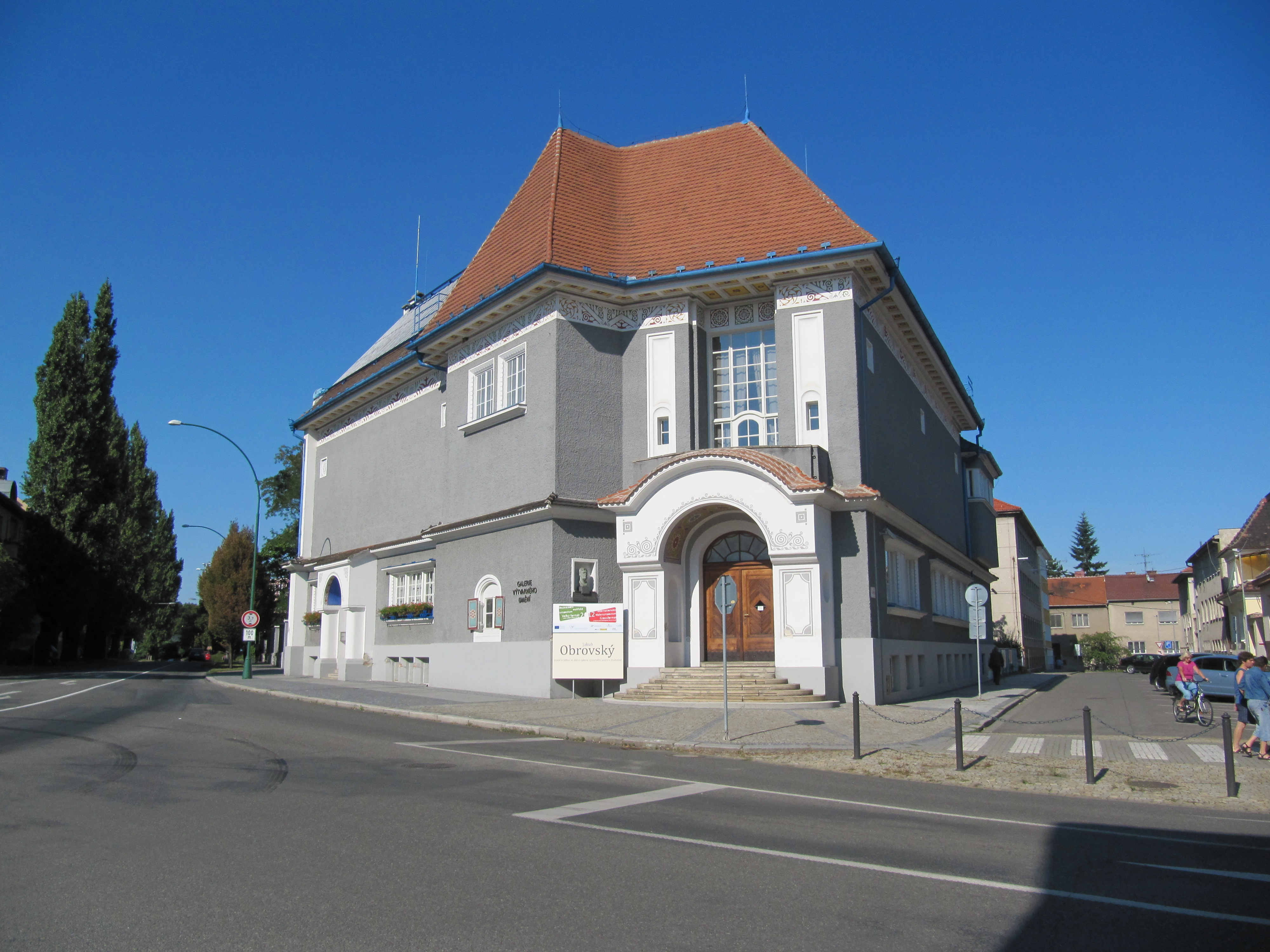
Dům umělců v Hodoníně

## Historie SVUM
V prvopočátcích organizačních snah jihomoravských umělců stojí Národopisná výstava českoslovanská v Praze 1895, která představila v převážné většině realisticky tvořící výtvarníky, ovlivněné kladným vztahem k folklorismu a ke svému kraji. Přímým předchůdcem SVUM byl Klub přátel umění, založený roku 1900 v Brně. Jeho členy byli např. Leoš Janáček, Dušan Jurkovič, Joža Uprka, Jan Štursa, Max Švabinský, František Úprka, Stanislav Lolek, Alois Kalvoda, Adolf Kašpar, Marie Gardavská. Roku 1902 Klub přátel umění spolu s učitelským spolkem Komenský uspořádal v Hodoníně Uměleckou výstavu slovenskou, na které vystavovali moravští i slovenští autoři, kteří se zajímali o lidové výtvarné umění a folklór. Výstavu navštívil při příležitosti své pražské výstavy i Auguste Rodin, kterého provázeli Alfons Mucha, Josef Mařatka, Miloš Jiránek, Ladislav Šaloun, Bohuslav Schnirch a Zdenka Braunerová.
Po vnitřních rozporech část umělců Klub přátel umění opustila. Jejich společné výstavy, zahájené 3. června 1907 v Hodoníně, se zúčastnili také členové pražského Spolku výtvarných umělců Mánes. K oficiálnímu ustavení Sdružení výtvarných umělců moravských došlo 26. srpna 1907 v době konání druhé výstavy moravských výtvarníků ve Valašském Meziříčí. Nejvýznamnějším členem a prvním předsedou spolku byl Joža Uprka, který v roce 1885, během svých studií, spoluzakládal Český akademický spolek Škréta v Mnichově, byl členem Umělecké besedy, České akademie věd a umění a v letech 1902-1909 byl členem SVU Mánes. Během svého pobytu na Slovensku byl Joža Uprka v roce 1925 zvolen předsedou nově ustanoveného Sdružení Slovenských umělců v Bratislavě. Měl vedoucí postavení i ve spolku Moravsko-slovenská společnost, založeném v Hodoníně roku 1936 a později přetransformovaném na Národopisnou Moravu, který chtěl pečovat o národopisný svéráz Moravského Slovácka a Valašska.
Sdružení se inspirovalo obrozeneckými idejemi, které zesílily na přelomu 19. a 20. století a projevily se budováním národních institucí nebo zakládáním spolků. Na Slovácku byl výrazem národní svébytnosti i silný vztah k moravskému lidovému umění, který podporovala spolupráce významných moravských etnografů Josefa Klvani a Františka Kretze nebo spisovatelé Alois a Vilém Mrštíkové a Jan Herben.
Kolem roku 1908 členové spolku usilovali o zřízení Lidové akademie umělecké v Brně či nákup děl do brněnského Františkova muzea. Spolek se scházel v budově hodonínské Besedy. Roku 1910 se SVUM rozhodl vybudovat vlastní spolkové prostory a jako architekta vybral svého člena Antonína Blažka. Autorem sgrafitové a freskové výzdoby budovy, která spojuje typické prvky místní lidové architektury s dobovými uměleckými proudy ovlivněnými secesí, byl Jano Köhler. Dům umělců, vybudovaný s podporou císaře Františka Josefa I.[4] a otevřený jubilejní X. vernisáží SVUM 4. května 1913, je nejstarším spolkovým uměleckým domem na Moravě. Stal se téměř výhradním výstavním prostorem Sdružení, ale byl i centrem osvětové činnosti a pořádal lidové hrnčířské a tkalcovské kursy. SVUM k propagaci činnosti vydával v letech 1919-1921 vlastní dvouměsíčník „Umělecký list“ a poté jako náhradu dvě ročenky „Almanach SVUM“. Pro široký okruh svých příznivců vydával členské prémie (např. grafické listy, medaile, keramické sošky nebo knižní publikace). Součástí činnosti Spolku bylo budování sbírky výtvarného umění a sběratelství lidového umění, mj. nábytku, keramiky a lidových krojů.
Teprve roku 1924 přijal spolek nový článek stanov, který stanovil exkluzivitu a vylučoval souběžné členství v jiných spolcích. Bylo tím zrušeno geografické omezení, ale zároveň vedlo ke snížení kvality přijímaných umělců. V počátcích své existence sehrával spolek klíčovou úlohu pro kulturní povznesení celého regionu a přispěl k jeho propagaci v českých zemích i v zahraničí. Činnost spolku vedla i k tomu, že se přímo v Hodoníně a jeho okolí usadili a tvořili výtvarní umělci, kteří se podíleli na kulturním životě města. Od roku 1940 byl předsedou Sdružení výtvarných umělců moravských Julius Pelikán, kterého v letech 1942–1945 nacisté internovali ve Svatobořicích a v Kounicových kolejích v Brně.
SVUM patrně jako jediná výtvarná organizace nebyla po komunistickém puči v roce 1948 rozpuštěna. Jedním z důvodů byly úzké styky s nejvyššími poúnorovými vládními a stranickými funkcionáři udržované předsedou Socialistického svazu mládeže Jiřím Pelikánem, synem Julia Pelikána. Sekundární roli sehrával popisně realistický způsob tvorby většiny členů spolku vyhovující představám o socialistickém realismu.
Roku 1959 bylo Sdružení výtvarných umělců moravských zrušeno a celý jeho majetek převzal stát. Sbírky i budova byly roku 1960 převedeny do nově založené Galerie výtvarného umění v Hodoníně. Po obnovení spolku po roce 1989 se jeho novým členům nepodařilo získat zpět spolkový majetek.

## Členové

### Zakládající
Zakládajícími členy Sdružení byli pozdější předseda Joža Uprka a jeho bratr Franta, bratři Alois a Bohumír Jaroňkové, Alois Kalvoda, Stanislav Lolek, Adolf Kašpar, Cyril Mandel, Antoš Frolka, Roman Havelka a Jano Köhler. V Praze žijící členové Max Švabinský a Jan Štursa spolek záhy opustili, naopak se k němu z ciziny přihlásil například Alfons Mucha, který obesílal výstavy. Spolek byl částečně personálně propojen s pražskou Jednotou umělců výtvarných. K zakladatelské generaci se později připojili Jakub Obrovský, Oldřich Blažíček, František Ondrúšek, František Bohumír Zvěřina a slovenský Martin Benka. Významnými členy byli dále Ludvík Ehrenhaft, Dušan Jurkovič, František Bezděk, Josef Koudelka, František Pečinka, Vojtěch Pernica

### Členové 1907–2007
- Jožka Antek
- Miloš Axman
- Pavel Bačovský
- Josef Baják
- Jan Bartoš
- Vladimír Beck
- Josef Bělka
- Karel Benedikt
- Martin Benka
- Josef Beran
- František Bezděk
- Josef Bezděk
- Antonín Blažek
- Jan Blažek
- Jaroslav Blažek
- Oldřich Blažíček
- Vladimír Bouček
- Rudolf Březa
- Alois Bučánek
- František Bukáček
- Zdeněk Crha
- Ladislav Červinka
- Valentin Držkovic
- Ludvík Ehrenhaft
- František Fabiánek
- Vladimír Fischer
- Jaroslav Fousek
- Miroslav Fridrich
- Věra Fridrichová
- Olga Fridrichová-Steinzová
- Antoš Frolka
- František Fromek
- Rudolf Gajdoš
- Marie Gardavská
- Jan Habarta
- Jan Hanáček
- Augustin Handzel
- Josef Hapka
- Bohuslav Harna
- Luděk Havelka
- Otto Havelka
- Roman Havelka
- Jindřich Havlíček
- František Havránek
- Josef Hejbal
- Jiří Heřman
- Emil Hlavica
- František Hlavica
- Stanislav Hlobil
- Ada Hodáčová-Gollová
- Karel Hofman
- Rudolf Alfred Höger
- František Hoplíček
- Vojtěch Hořínek
- Arnošt Hrabal
- František Hrachovec
- Valentin Hrdlička
- Vladimír Hroch
- Zdeněk Hybler
- Josef Jambor
- Cyril Jančálek
- Václav Janoušek
- Alois Jaroněk
- Bohumír Jaroněk
- Jiří Jaška
- Jiří Jeřábek
- Stanislav Ježek
- Václav Jícha
- Jan Jílek
- Karel Jílek
- Josef Jurečka
- Dušan Jurkovič
- Alois Kalvoda
- Antonín Kalvoda
- Adolf Kašpar
- Jan Kavan
- Ludvík Klímek
- Rudolf Klimovič
- Jan Kneb
- Jan Kobzáň
- Jano Köhler
- Josef Konečný
- Emil Kopřiva
- Heřman Kotrba
- Josef Koudelka
- Václav Adolf Kovanič
- Zdeněk Kovář
- Hubert Kovařík
- Vlastimil Kozák
- Stanislav Krátký
- František Josef Kraus
- Jaroslav Krepčík
- Otakar Kubín
- Marie Labusová
- Oldřich Lasák
- Karel Lehotský
- Jindřich Lenhart
- Stanislav Lolek
- Klaudius Madlmayr
- Cyril Mandel
- Jura Mandel
- Jaroslav Melichárek
- Augustin Mervart
- Jan Michna
- Stanislav Mikuláštík
- Karel Minář
- Alfons Mucha
- František Nágl
- František Xaver Naske
- Jaroslav Nejedlý
- Karel Němec
- Jan Neumann
- František Nikl
- Karel Novák
- Zdeněk Novotný
- Jakub Obrovský
- František Ondrúšek
- Jaroslav Panuška
- František Pečinka
- Julius Pelikán
- Vojtěch Pernica
- Petr Pištělka
- Josef Pospíšil
- Josef Prokop
- František Rek
- Vladimír Ringes
- Štěpán Rusňák
- Jan Růžička
- František Řehořek
- Bedřich Saňa
- Rudolf Schlattauer
- Ludvík Schneiderka
- Emil Schovánek
- František Skopalík
- Jan Smital
- Svatopluk Souček
- Ludmila Stará
- František Strážnický
- Marie Střižíková-Šimková
- Ladislav Šaloun
- Josef Škamrala
- Milena Šimková-Elgrová
- František Šindelář
- Ferda Štábla
- Jan Štursa
- Max Švabinský
- Jan Tříska
- František Úprka
- Joža Uprka
- Cyril Urban
- Jan Urbášek
- Hilar Václavek
- Vladislav Vaculka
- Bohumil Večeřa
- Emanuel Vidovič
- Jaroslav Votruba
- Zdenka Vorlová-Vlčková
- František Vrobel
- Karel Wellner
- Josef Zamazal
- Alois Zapletal
- Cyril Zatloukal
- Otakar Zemina
- Oldřich Zezula
- Jan Znoj
- František Bohumír Zvěřina
- Josef František Žák
- František Žemlička
- Karel Živný
- Edmund Žižka